# Cuviera
Cuviera é um género botânico pertencente à família Rubiaceae.

## Espécies
- Cuviera acutiflora
- Cuviera africana
- Cuviera angolensis
- Cuviera asiatica
- Cuviera aspera
- Cuviera australis

1. ↑  «Cuviera — World Flora Online». www.worldfloraonline.org. Consultado em 19 de agosto de 2020